# Aly Sánchez
Aly Sánchez (Sancti Spíritus, Cuba, 25 de febrero de 1986) es una actriz, modelo y presentadora cubana radicada en Miami conocida por sus trabajos en televisión y medios sociales. Es uno de los rostros cubanos recurrentes en la televisión gracias a su participación en programas de Univisión o América Tevé (Canal 41).

## Biografía
Aly Sánchez nació en Banao, un pueblo de la zona montañosa del centro de Cuba conocida como el Escambray, perteneciente a la provincia de Sancti Spíritus. Desde pequeña tuvo inclinación por el arte aunque le resultaba difícil creer que podría llegar a materializar su sueño. Su primer acercamiento a la actuación fue imitando (doblaje) a cantantes como Selena o Ana Gabriel a través de su afiliación a la Casa de la Cultura de su pueblo natal.
Con 17 años se traslada a La Habana para estudiar en el Instituto Superior de Arte (ISA). Tras graduarse del ISA tuvo incursiones televisivas en la isla en programas humorísticos  como Sabadazo, Se me ocurrió el sábado y Punto G. También fue parte del elenco de la telenovela Historias de Fuego emitida en 2006.
En 2007 se radica en los Estados Unidos, donde prosigue con su carrera logrando interpretar personajes en Necesito una amiga, Sábado Gigante, Alma indomable esta última novela de Venevisión.
Aly Sánchez ha hecho teatro, asumiendo personajes en obras como "Oficialmente gay", "Probation", "Las Habaneras de hoyo colorao", "Chamacos", "Weekend en Bahia" y “Una arriba, una abajo y otra al centro”.
Como presentadora se recuerda su participación en Teikirisi, show de entretenimiento en el que se mostró como comunicadora. Actualmente conduce su propio show Tu break con Aly

### Humorista
Moverse a este género fue un giro un tanto casual en su carrera. En Cuba había sido parte de formatos como Sabadazo con Carlos Otero y Pateando la lata pero no había estado directamente relacionada con el hacer reír. Su primera experiencia real como comediante está ligada a América TeVé, donde tuvo su primer personaje La Bloguera de Banao. Una guajira inspirada en su abuela María con el que pudo narrar recuerdos de su niñez y su juventud.
Al humor se asocian sus personajes populares, gracias a su presencia en formatos como TN3 de América TeVé o el show Las Cazafortunas.  Su personaje de cabecera es  Migdalia Rondón, nacido en el programa de televisión TN3. También ha creado otros personajes reconocidos como Ordenia y Obdececio.

## Vida personal
Tiene dos hijas, Sophia y Sarah Marie, fruto de la relación con Roberto Balmaseda.